# Shin’ya Hosokawa
Shin’ya Hosokawa  (japanisch 細川慎弥 Hosokawa Shin’ya; * 1. April 1981 in Fukuoka) ist ein japanischer Automobilrennfahrer.

## Karriere
Hosokawa begann seine frühe Karriere in der japanischen Formel-3 im Jahr 2001, nach zwei bestrittenen Rennen landete er jedoch nur auf Plaz 20. Ab 2004 verließ er die Formel-Rennserien und fuhr in der japanischen Super GT, in der er in den Folgejahren mehrmals innerhalb der Top 3 landete. 2015 verließ er die Rennserie und fuhr in der Asian Le Mans Series. 2023 fuhr er in der GT World Challenge Asia.

## Statistik

### Karrierestationen
| - 2001: Japanische Formel-3 (Platz 20) - 2001: Formula Dream (Platz 1) - 2002: Britische Formel-3-Meisterschaft (Platz 12) - 2003: Japanische Formel-3 (Platz 6) - 2004: All-Japan GT Championship (Platz 19) - 2005: Japanische Super-GT-Meisterschaft (Platz 2) - 2006: Japanische Super-GT-Meisterschaft (Platz 3) - 2007: Japanische Super-GT-Meisterschaft (Platz 3) - 2008: Japanische Super-GT-Meisterschaft (Platz 11) - 2009: Japanische Super-GT-Meisterschaft (Platz 15) | - 2010: Japanische Super-GT-Meisterschaft (Platz 18) - 2013: Japanische Super-GT-Meisterschaft (Platz 13) - 2014: Japanische Super-GT-Meisterschaft (Platz 12) - 2015: Japanische Super-GT-Meisterschaft (Platz 19) - 2016: Asian Le Mans Series (Platz 7) - 2017: Autobacs Super GT Series (Platz 13) - 2023: GT World Challenge Asia |